# Primera Autonómica de la Región de Murcia
La Primera Autonómica de la Región de Murcia (hasta 2010 Liga Autonómica Aficionados) constituye el séptimo nivel de competición de la liga española de fútbol en la Región de Murcia. Su administración corre a cargo de la Federación de Fútbol de la Región de Murcia (FFRM), fundada en 1924.

## Sistema de competición
Para la temporada 2024-2025 la Primera Autonómica contará con 32 equipos divididos en dos grupos. El primer clasificado de cada grupo asciende a Preferente Autonómica mientras que los segundos clasificados se enfrentan en un play-off para determinar la tercera plaza de ascenso.

## Equipos 2025-2026
| Grupo 1 - Alcantarilla Fútbol Club "B" - Club Deportivo Alberca - Alhama Club de Fútbol - Atlético Pinatarense - Escuela de Fútbol Dolorense - Club Deportivo Juvenia - Club Deportivo Mediterráneo - Club Deportiva Minera "B" - Escuela Municipal de Fútbol Fuente Álamo - Asociación Deportiva Guadalupe - Escuela de Fútbol La Aljorra - Roldán Agrupación Deportiva - Club Deportivo San Cristóbal Atlético - Club Deportivo San Ginés de la Jara - Club de Fútbol Base Totana - Club Deportivo Zeneta | Grupo 2 - Escuela de Fútbol Altorreal - Club Atlético Cabezo de Torres - Beniaján Club de Fútbol - Asociación Deportiva Blanca San Roque - Club Cehegín Deportivo - E. D. M. F. Churra - Club Deportivo Cieza "B" - Ciudad de Calasparra Club de Fútbol "B" - Cotillas Club Deportivo - Centro de Deportes El Esparragal - CDK El Puntal - Club Deportivo Hoya del Campo - Independiente de Ceutí Fútbol Club - Jumilla Atlético Club de Fútbol - La Copa Club de Fútbol - Unión Molinense "B" |